# Romana Petri
Romana Petri (Roma, 1955) é uma escritora e tradutora italiana.

## Biografia
Filha de Mario Petri, cantor lírico e actor, Romana Petri vive entre Roma e Lisboa.
Crítica literária, tradutora de francês, espanhol, português de autores como Jean-Marie Gustave Le Clézio, Alina Reyes, Adolfo Bioy Casares, Anne Wiazemsky, Helena Marques, Ana Nobre de Gusmão, Inês Pedrosa, João Ubaldo Ribeiro, traduziu do inglês O Diário de Adão e Eva de Mark Twain. Autora de peças de rádio para a RAI publicou diversos contributos para os jornais Argomenti e l'Unità; colabora com Il Messaggero e La Stampa.
Os seus livros foram traduzidos e publicados na Alemanha, Estados Unidos, Países Baixos, Inglaterrea, França e Portugal.

## Prémios
Como escritora venceu:
- Em 1990 o Premio Mondello
- Em 1998 o Premio Rapallo Carige
- Em 1998 o Premio Palmi
- Em 2001 o Premio Grinzane Cavour
- Em 2005 o Premio Nazionale Alghero Donna di Letteratura e Giornalismo, secção narrativa
- Em 2011 o Premio Fenice Europa

Em 1998 e 2013 foi finalista do Premio Strega.

## Obras principais
- Il Gambero blu, Milão, Rizzoli 1990 ISBN 8817665169
- Il Ritratto del disarmo, Milão, Rizzoli 1991 ISBN 8817665177
- Il Baleniere delle montagne, Milão, Rizzoli, 1993 ISBN 881766510X
- L'Antierotico, Veneza, Marsilio 1995 ISBN 8831761951
- Alle case venie, Veneza, Marsilio 1997 ISBN 883176778X
- I padri degli altri, Veneza, Marsilio 1999 ISBN 8831772848
- La donna delle azzorre, Milão, Piemme, 2001 ISBN 9788879070751
- Dagoberto Babilonio, un destino, Milão, Arnoldo Mondadori Editore, 2002 ISBN 8804500654
- Esecuzioni, Roma, Fazi, 2005 ISBN 8881126168
- Ovunque io sia, Roma, Cavallo di Ferro, 2008 ISBN 9788879070416
- Ti spiego, Roma, Cavallo di Ferro, 2010 ISBN 9788879070652
- Tutta la vita, Milão, Longanesi, 2011 ISBN 9788830430754
- Figli dello stesso padre , Milão, Longanesi, 2013 ISBN 9788830436114[5]
- Tutta la vita, Milão, Longanesi, 2011
- Giorni di spasimato amore, Milão, Longanesi, 2014